# شهباز ارکینوف
شهباز فورکاتوویچ ارکینوف (به ازبکی: Shakhboz Furkatovich Erkinov؛ زادهٔ ۱۶ ژوئیهٔ ۱۹۸۶) بازیکن فوتبال روسی-ازبکی است. او در پست مهاجم برای باشگاه اندیجان در لیگ برتر ازبکستان بازی می‌کند.

## عملکرد ملی
شهباز ارکینوف عضو تیم ملی زیر ۲۰ سال ازبکستان در مسابقات قهرمانی جوانان آسیا ۲۰۰۴ بود. او همچنین با تیم ملی زیر ۲۳ سال ازبکستان در بازی‌های مقدماتی المپیک تابستانی ۲۰۰۸ شرکت کرد. 
او اولین بازی خود را برای تیم بزرگسالان در ۲۸ ژانویهٔ ۲۰۰۹ مقابل تیم ملی امارات متحده عربی در یک بازی مقدماتی جام ملت‌های آسیا ۲۰۱۱ انجام داد.

## افتخارات

### باشگاهی
شورتان
- جام ازبکستان؛ نایب‌قهرمان (۱): ۲۰۱۰